# Trofeo Pantalica
Il Trofeo Pantalica era una corsa in linea maschile di ciclismo su strada, che si disputò valle dell'Anapo, in Provincia di Siracusa (Italia), dal 1975 al 2003, nei mesi di febbraio o marzo.

## Storia
La gara nacque nel 1975 per volontà dell'Amministrazione Provinciale, dell'Azienda Provinciale Turismo e delle amministrazioni locali di Sortino e Floridia, e venne messa in pratica dal celebre organizzatore di corse Franco Mealli. Nel 1976 si aggiunse agli enti organizzatori il Comune di Solarino, successivamente le Amministrazioni locali di Ferla (dal 1978) e Canicattini Bagni (dal 1992) e per un'edizione (1990) anche quella di Siracusa. Dal punto di vista tecnico, le prime edizioni vennero organizzate dal Velo Club Forze Sportive Romane, mentre le più recenti hanno avuto il patrocinio dell'Rcs Sport, braccio organizzativo della Gazzetta dello Sport.
Tuttavia, già dalle sue prime edizioni, il Trofeo Pantalica non ebbe mai vita facile dal punto di vista organizzativo, soprattutto a causa degli oneri economici cui erano sottoposti gli enti organizzatori, cosicché nel 1990, soltanto con l'ingresso del Comune di Siracusa si riuscì a far partire la sedicesima edizione, mentre nel 1993, la corsa non venne disputata.
Con il patrocinio della Gazzetta dello Sport, che inserì la gara nel programma denominato Il grande ciclismo (che raggruppava le gare più importanti d'Italia, tra cui il Giro) e con l'organizzazione affidata al gruppo Rcs Sport, sembrava che il Pantalica avesse ritrovato nuova e duratura linfa. Nel 2004 però, proprio Rcs Sport a seguito del mancato contributo economico degli enti locali, abbandonò l'organizzazione della manifestazione. L'edizione di quell'anno (sarebbe stata la XXIX) fu comunque registrata nel calendario UCI (9 marzo, cat. 1.1) e conseguentemente venne annullata.

## Percorso
La gara si svolgeva su un tracciato che variava di anno in anno, a seconda delle località di partenza e di arrivo, ma che sostanzialmente si articolava in circuito, da percorrere più volte, che attraversava la valle dell'Anapo fino a lambire la Necropoli di Pantalica.
Il comune con più arrivi - ben sette - è stato Sortino (1975, 1979, 1983, 1987, 1994, 1998, 2000), seguito da Solarino (1977, 1981, 1985, 1989, 1995, 1999) e Floridia (1976, 1980, 1984, 1988, 1991, 1996) entrambi con sei, quindi Ferla con quattro arrivi (1978, 1982, 1986, 2002), Canicattini Bagni con tre (1992, 1997, 2001) ed infine, Siracusa con un solo arrivo nell'edizione del 1990.
La competizione, per i continui "saliscendi" degli Iblei era prediletta soprattutto dagli scalatori ma, per il periodo in cui si svolgeva (in primavera, all'inizio della stagione agonistica), non era disdegnata neanche dai passisti in quanto serviva da preparazione per le grandi classiche (Milano-Sanremo, in primis).

## Albo d'oro

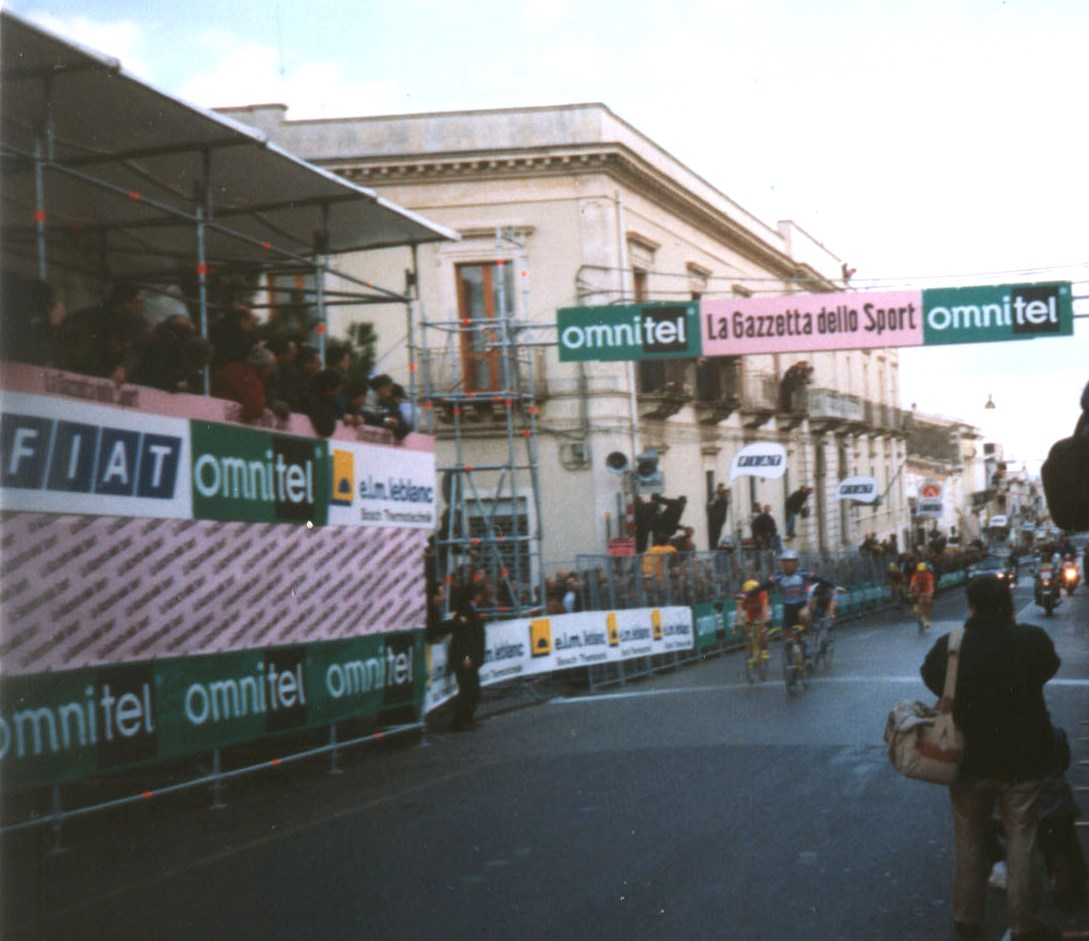
Solarino, 27 febbraio 1999, XXIV edizione del Trofeo Pantalica, la volata finale di Ferrigato su Rebellin e Figueras.

Aggiornato all'edizione 2003.
| Anno | Vincitore                      | Secondo              | Terzo                    |
| ---- | ------------------------------ | -------------------- | ------------------------ |
| 1975 | Roger De Vlaeminck             | Francesco Moser      | Costantino Conti         |
| 1976 | Francesco Moser                | Roger De Vlaeminck   | Pierino Gavazzi          |
| 1977 | Giuseppe Saronni               | Enrico Paolini       | Wilmo Francioni          |
| 1978 | Giuseppe Saronni               | Wladimiro Panizza    | Knut Knudsen             |
| 1979 | Giovanni Battaglin             | Palmiro Masciarelli  | Gianbattista Baronchelli |
| 1980 | Giuseppe Saronni               | Francesco Moser      | Knut Knudsen             |
| 1981 | Tommy Prim                     | Wladimiro Panizza    | Silvano Contini          |
| 1982 | Giuseppe Saronni               | Pierino Gavazzi      | Mario Beccia             |
| 1983 | Francesco Moser                | Alfredo Chinetti     | Giovanni Mantovani       |
| 1984 | Pierino Gavazzi                | Rudy Pevenage        | Davide Cassani           |
| 1985 | Giuseppe Saronni               | Guido Van Calster    | Johan van der Velde      |
| 1986 | Francesco Cesarini             | Acácio da Silva      | Francesco Moser          |
| 1987 | Daniele Caroli                 | Franco Chioccioli    | Silvano Contini          |
| 1988 | Steve Bauer                    | Rodolfo Massi        | Camillo Passera          |
| 1989 | Rolf Sørensen                  | Teun van Vliet       | Enrico Galleschi         |
| 1990 | Adriano Baffi                  | Jos Lieckens         | Asjat Saitov             |
| 1991 | Scott Sunderland               | Giorgio Furlan       | Luc Leblanc              |
| 1992 | Dimitri Zhdanov                | Stefano Colagè       | Christophe Manin         |
| 1993 | non disputato                  | non disputato        | non disputato            |
| 1994 | Giorgio Furlan                 | Zbigniew Spruch      | Gianni Bugno             |
| 1995 | Stefano Colagè                 | Adriano Baffi        | Paolo Fornaciari         |
| 1996 | Fabiano Fontanelli             | Oleksandr Hončenkov  | Davide Rebellin          |
| 1997 | Michele Coppolillo             | Gabriele Colombo     | Simone Borgheresi        |
| 1998 | Stefano Colagè                 | Massimo Donati       | Andrea Peron             |
| 1999 | Andrea Ferrigato               | Davide Rebellin      | Giuliano Figueras        |
| 2000 | Danilo Di Luca                 | Mirko Celestino      | Davide Rebellin          |
| 2001 | Roberto Petito                 | Sergio Barbero       | Sergej Ivanov            |
| 2002 | Fabio Baldato                  | Massimiliano Gentili | Giuliano Figueras        |
| 2003 | Miguel Ángel Martín Perdiguero | Enrico Cassani       | Giuliano Figueras        |